# 松川ナミ
松川 ナミ（まつかわ なみ、1961年8月18日 - ）は、1983年に第4回にっかつSMクイーンに選出された、1980年代の日活ロマンポルノ女優である。 

## キャリア
1980年まで、東京の赤坂にあるSMクラブ「赤坂ブルーシャトー」で働いていた。その後小沼勝監督の1982年作品『奴隷契約書』で、にっかつにて映画デビューし、後に4代目SMの女王となった。過去のSMの女王は、谷ナオミ 、 麻吹淳子 、および志麻いづみ である。また、1982年に緊縛師・浦戸宏制作のにっかつビデオ『SMフェアリー松川ナミ』シリーズにボンデージ・モデルとして出演した。隣の女の子的な様相は観客人気を得ていたが、SM作家の団鬼六は、太めの谷ナオミとは異なり、松川は彼の原作映画では魅力的な束縛の主題になるほど肉質ではないとみていた。小沼勝の『縄と乳房』（1983年）に出演、彼女がSM女王だった期間は長くはなく、高倉美貴にSMクイーンは交代していった。

## 映画
| タイトル                     | 発売日        | スタジオ | ディレクター |
| ---------------------------- | ------------- | -------- | ------------ |
| 奴隷契約書                   | 1982年1月22日 | にっかつ | 小沼勝       |
| 奴隷契約書 鞭とハイヒール    | 1982年5月28日 | にっかつ | 中原俊       |
| くいこみ海女 乱れ貝          | 1982年7月9日  | にっかつ | 藤浦敦       |
| 肉奴隷 悲しき玩具            | 1982年10月1日 | にっかつ | 藤井克彦     |
| 縄と乳房                     | 1983年1月7日  | にっかつ | 小沼勝       |
| 乳首にピアスをした女         | 1983年4月25日 | にっかつ | 西村昭五郎   |
| 女囚 檻                      | 1983年9月16日 | にっかつ | 小沼勝       |
| 宇野耕一郎の「伊豆の踊り子」 | 1984年5月25日 | にっかつ | 藤浦敦       |
| メイン・テーマ               | 1984年7月14日 | 東映     | 森田芳光     |

### ビデオ
| タイトル         | 発売日 | メーカー       | ディレクター |
| ---------------- | ------ | -------------- | ------------ |
| 奴隷ローソク責め | 1982年 | にっかつビデオ | 浦戸宏       |
| 女囚磔 水責め    | 1982年 | にっかつビデオ | 浦戸宏       |

### テレビドラマ
- 大江戸捜査網 第489話（1983年、テレビ東京）
- 特捜最前線 第352話（1984年、テレビ朝日）

## 資料
- Weisser, Thomas; Yuko Mihara Weisser (1998). Japanese Cinema Encyclopedia: The Sex Films. Miami: Vital Books : Asian Cult Cinema Publications. ISBN 1-889288-52-7  Weisser, Thomas; Yuko Mihara Weisser (1998). Japanese Cinema Encyclopedia: The Sex Films. Miami: Vital Books : Asian Cult Cinema Publications. ISBN 1-889288-52-7  Weisser, Thomas; Yuko Mihara Weisser (1998). Japanese Cinema Encyclopedia: The Sex Films. Miami: Vital Books : Asian Cult Cinema Publications. ISBN 1-889288-52-7